# Афарская национально-демократическая партия
Афарская национально-демократическая партия (АНДП) — политическая партия Эфиопии. На последних парламентских выборах в 2010 году партия получила 8 мест, все от региона Афар. В правительстве Эфиопии два чиновника, в том числе министр социальных дел, являются членами АНДП.
АНДП была создана во второй половине 1999 года в результате слияния фронта освобождения Афар (ФОА) и Народной демократической организации Афар (НДОА), состоящей из трёх более маленьких организаций. Однако недавно появились сообщения о том, что ФОА и НДОА до сих пор работают как независимые организации.
В августе 2005 года в результате региональных выборов собрания партия получила 84 из 87 мест в районе Афар.